# الحيد (ردمان)

تعديل مصدري - تعديل

الحيد هي إحدى قرى عزلة غول سليمان بمديرية ردمان التابعة لمحافظة البيضاء، بلغ تعداد سكانها 251 نسمة حسب تعداد اليمن لعام 2004.